# Eros
Eros este zeul iubirii, dorinței carnale și sexului în mitologia greacă. Inițial o divinitate primordială, Eros este descris ulterior ca fiind unul dintre copiii Afroditei și ai lui Ares.
Eros este reprezentat fie ca bebeluș, în compania mamei sale, fie ca adult, sub forma unui tânăr chipeș. În ambele cazuri este înaripat, și poartă arcul și săgețile sale caracteristice, pe care le folosește pentru a-i face atât pe muritori, cât și pe zei să se îndrăgostească. Rolul său în mituri este în cea mai mare parte complementar; el apare adesea în prezența Afroditei și a celorlalți zei ai iubirii, și acționează adesea ca un catalizator amoros, dar nu are o mitologie extinsă proprie; cea mai mare excepție este mitul lui Eros și Psyche, povestea despre cum și-a întâlnit soția.
Eros, sub forma echivalentului său roman, Cupidon, a rămas popular în Evul Mediu și în Renaștere. Iconografia și rolul său au influențat reprezentarea lui Cupidon, în concordanță cu tradiția creștină. Această iterație a devenit și un simbol major al Zilei Îndrăgostiților.

## Etimologie
Grecul ἔρως (eros), însemnând „vrere”, „dorință”, vine de la ἔραμαι (a dori, a iubi), termen cu etimologie incertă. Lingvistul olandez R. S. P. Beekes a sugerat o posibilă origine pre-greacă.

## Caracterizare

### Epitete
- Agnós (ἁγνός), însemnând „sfânt”, „pur”;
- Ærohmanís (ἐρωμανέω), însemnând „înnebunit din dragoste”;
- Idýs (ἡδύς), însemnând „dulce”, „plăcut”;
- Ptæróeis (πτερόεις), însemnând „înaripat”;
- Kalós (καλός), însemnând „frumos”, „chipeș”; Când muritorii percepeau frumosul, simțeau o dorință pasională (eros/ἔρως) față de acel obiect/persoană.
- Toxalkís (τοξαλκής), însemnând „îndemânatic cu arcul”;

### Atribute
Ca fiu al Afroditei și al lui Ares, Eros era adesea reprezentat cărând după el o liră sau un arc cu săgeți. Printre simbolurile sale se numără delfinul, cocoșul, trandafirul, fluierul, torța în flăcări și aripile de aur.
Eros este caracterizat ca fiind o entitate extrem de puternică, omniprezentă, și de care nici măcar nemuritorii nu pot scăpa. Lucian din Samosata a satirizat acest concept în Dialogurile zeilor, în care Zeus îl mustră pe Eros pentru că l-a făcut să se îndrăgostească și apoi să înșele atâtea femei muritoare, și mama sa, Afrodita, îl sfătuiește să nu folosească zeitățile ca pe niște jucării. Cu toată puterea, Eros nu se putea atinge de niciuna dintre zeițele virgine (Hestia, Atena și Artemis), care făcuseră toate un jurământ de puritate. Sappho scrie despre Artemis că „Eros cel care-și înmoaie genunchii nu se apropie niciodată de ea”.
Un laitmotiv în poezia antică era descrierea lui Eros ca fiind înțepat de albine. Povestea se găsește pentru prima dată în Anacreontea, atribuită lui Anacreon, și elaborează cum Eros s-a dus odată la mama sa, Afrodita, plângând că a fost înțepat de o albină, și a comparat mica creatură cu un șarpe cu aripi. Afrodita îl întreabă apoi, dacă i se pare că înțepătura albinei doare atât de tare, ce crede despre durerea pe care o provoacă propriile sale săgeți.

## Mitologie
Povestea lui Eros și Psyche are o tradiție îndelungată ca basm popular al lumii antice greco-romane, cu mult înainte de a fi transpusă în literatură în romanul latin al lui Apuleius, Măgarul de aur. Romanul în sine este scris într-un stil picaresc, însă Psiheea își păstrează numele grecesc, chiar dacă Eros și Afrodita sunt numiți după numele lor latinești (Cupidon și Venus). De asemenea, Cupidon este descris ca un tânăr adult, mai degrabă decât ca un copil gras înaripat (putto amorino).
Povestea vorbește despre căutarea iubirii și a încrederii între Eros și Psyche. Afrodita era geloasă pe frumusețea prințesei muritoare Psyche, deoarece bărbații îi lăsau altarele pustii pentru a se închina în schimb la o simplă femeie muritoare, așa că i-a poruncit fiului ei, Eros, zeul iubirii, să o facă pe Psyche să se îndrăgostească de cea mai urâtă creatură de pe pământ. Dar, în schimb, Eros se îndrăgostește el însuși de Psyche, și o duce la el acasă. Pacea lor fragilă este distrusă de vizita surorilor geloase ale lui Psyche, care o determină pe Psyche să îi trădeze încrederea soțului ei. Rănit, Eros își părăsește soția, iar Psyche rătăcește pe Pământ, în căutarea iubirii pierdute. În cele din urmă, ea o abordează pe Afrodita și îi cere ajutorul. Afrodita îi impune lui Psyche o serie de sarcini dificile, pe care aceasta reușește să le îndeplinească cu ajutorul unui ajutor supranatural.
După ce îndeplinește cu succes aceste sarcini, Afrodita cedează, și Psyche devine nemuritoare pentru a trăi alături de soțul ei, Eros. Împreună au avut o fiică, Voluptas sau Hedone (care înseamnă plăcere fizică, fericire).
În mitologia greacă, Psyche era divinizarea sufletului uman. Ea era reprezentată în mozaicurile antice ca o zeiță cu aripi de fluture (deoarece psyche era și cuvântul din greaca veche pentru „fluture”). Cuvântul grecesc psyche înseamnă literalmente „suflet, spirit, suflare, viață sau forță animatoare”.

## Cultul lui Eros
Cultul lui Eros a existat în Grecia Antică, reprezentând totuși un obicei mult mai puțin important decât cultul Afroditei. Eros era venerat ca zeu al fertilității în Boeotia. În Atena, Eros și Afrodita erau onorați în a patra zi a fiecărei luni (alături de Hermes și Heracle).
Ca parte a grupului de zei înaripați  Erotes, Eros era uneori considerat protector al iubirii homosexuale între bărbați.

### Răspândire geografică
Cultele zeilor mitologiei grecești sunt vechi și adevărata lor întindere și popularitate este greu de determinat la acest moment. Ce rămâne se bazează pe mărturiile celor care trăiră atunci, printre care geografi și călători precum Strabon și Pausanias, și descoperiri arheologice.

## Galerie

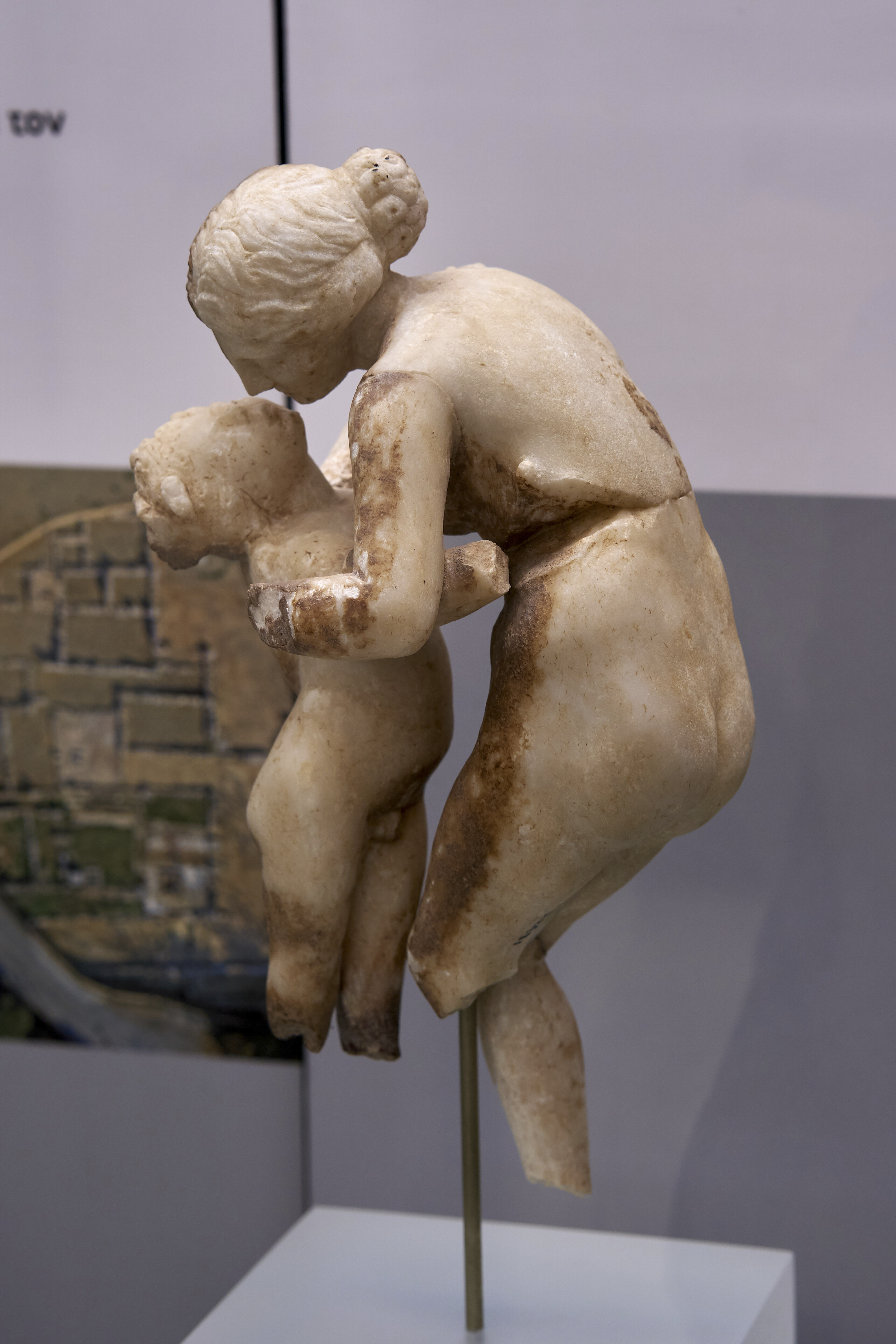
Sculptură cu Eros bebeluș și mama sa, Afrodita (sec. II î.Hr)
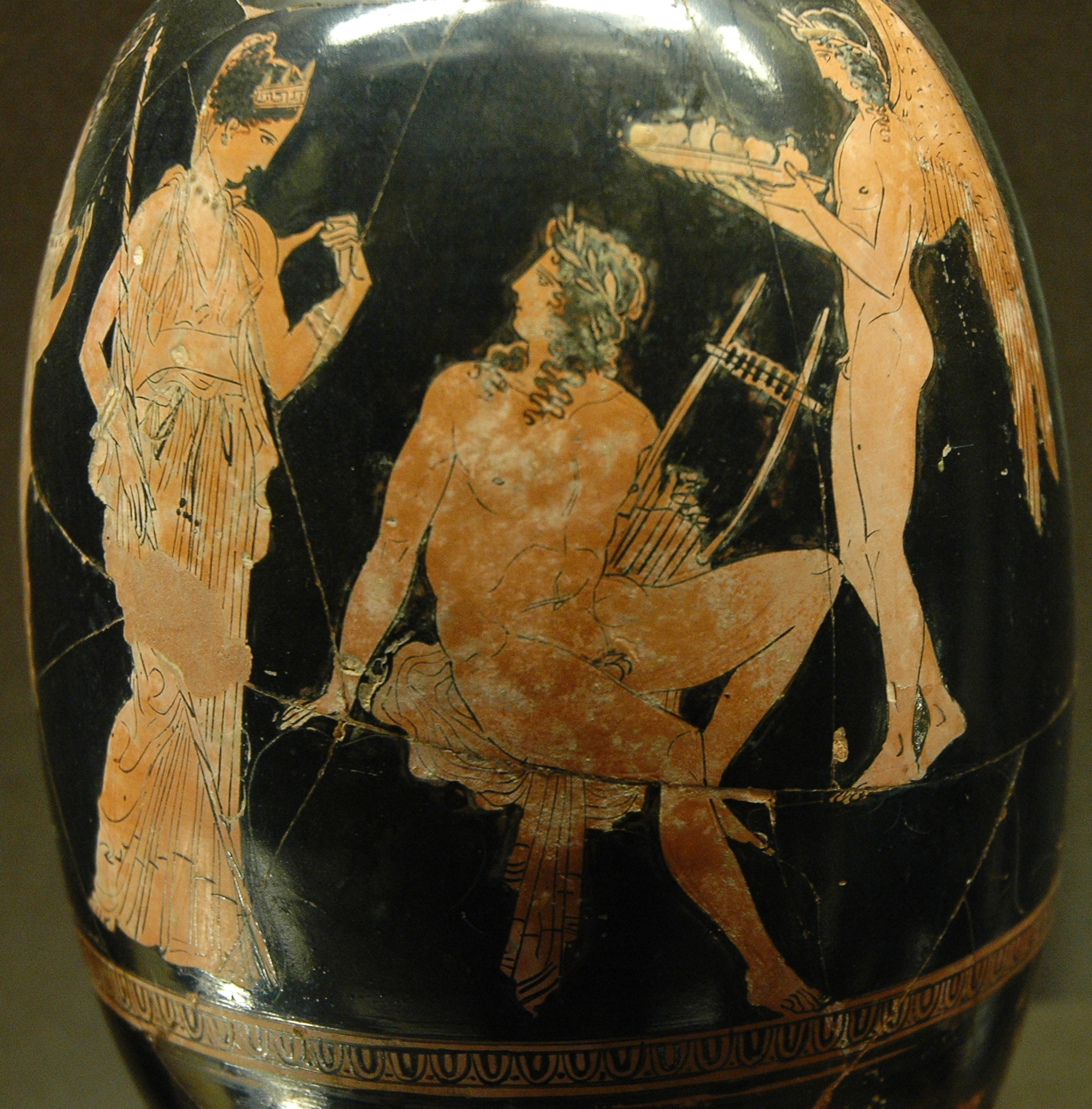
Ceramică cu Afrodita, Adonis și Eros (circa 410 î.Hr., Muzeul Luvru)
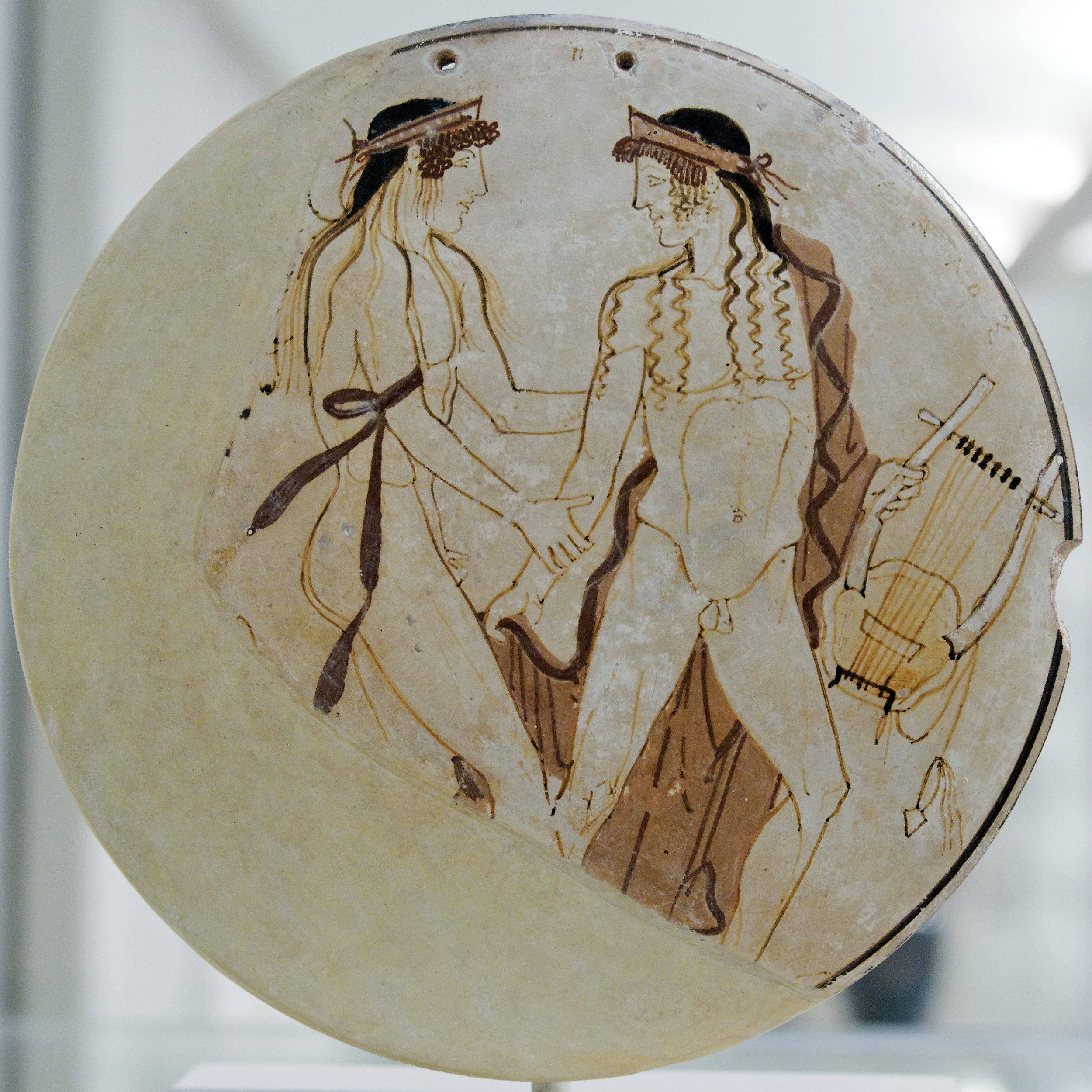
Eros și tânăr (460-450 î.Hr., Metropolitan Museum of Art)
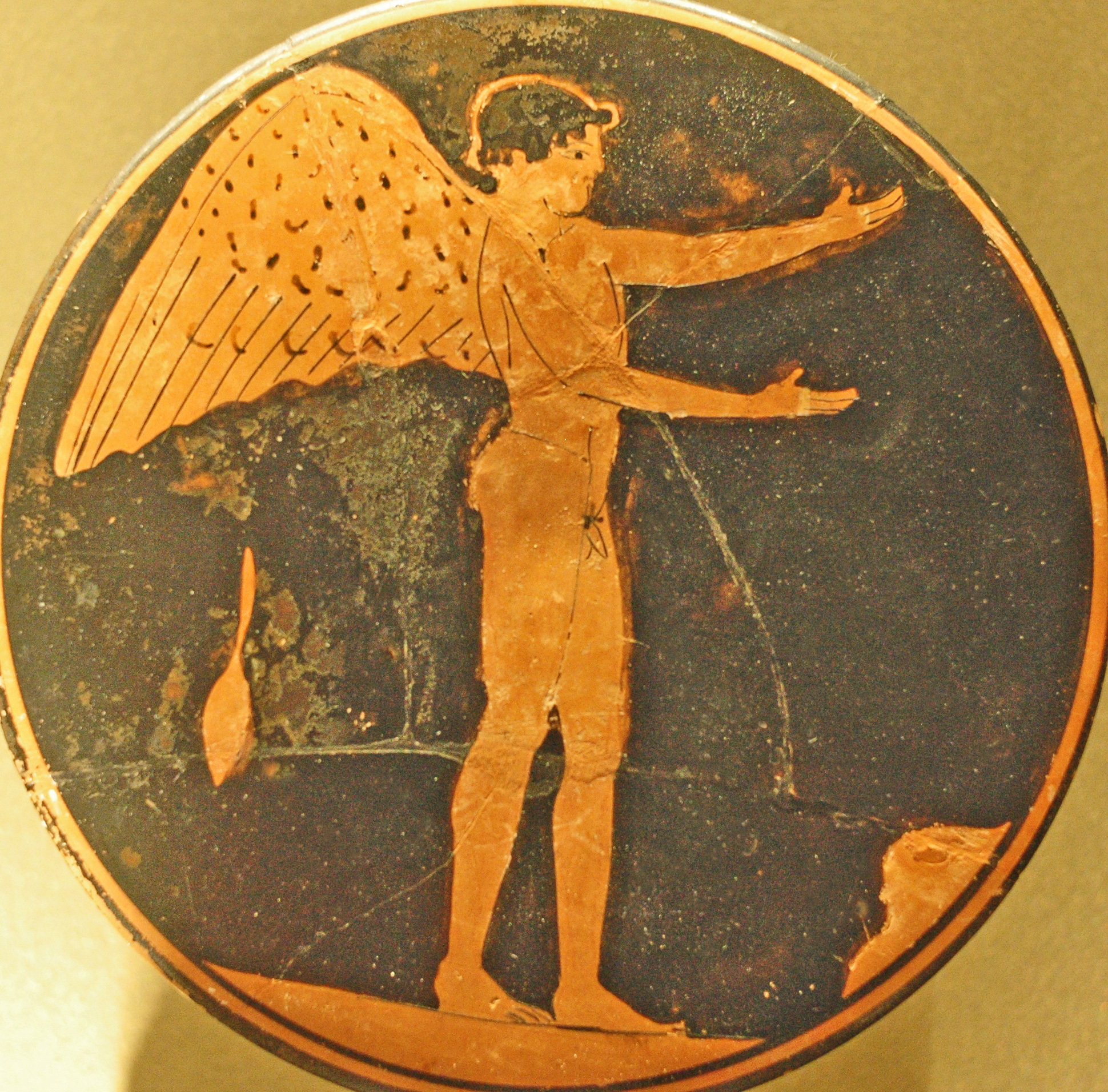
Eros înaripat (470–450 î.Hr., Muzeul Luvru)